# Shan
Gli shan, detti anche tai yai, sono un gruppo etnico del sud-est asiatico, vivono principalmente nello Stato Shan della Birmania nord-orientale e nelle zone limitrofe di Cina e Thailandia. Altre comunità si trovano negli Stati birmani di Kachin, Kayin, nella divisione di Mandalay e negli Stati indiani dell'Assam e del Meghalaya. La popolazione conta approssimativamente 6 milioni di individui, sebbene non sia mai stato fatto un censimento ufficiale. Gli shan sono stanziati nell'odierna Birmania da secoli e molti abitanti del Paese sono etnia mista shan-bamar. Le guerre tra il governo centrale e gli eserciti di liberazione shan hanno reso problematico stabilire il numero esatto di shan nel Paese. In Thailandia molti membri della comunità shan sono immigrati illegalmente.
Gli shan abitano principalmente nell'omonimo altopiano, che è attraversato dal diverse catene montuose e dal fiume Saluen. La capitale dello Stato Shan è Taunggyi, una città di circa 150 000 abitanti. Altri centri importanti sono Kengtung e Tachilek, al confine con la Thailandia.

## Suddivisioni
Gli shan possono essere suddivisi nei seguenti gruppi:
- Tai yai (တႆးယႂ်ႇ), il gruppo maggioritario, stanziato nello Stato Shan ed in Thailandia
- Tai lü (တႆးလိုဝ်ႉ), che vivono nel Sipsongpanna (nel sud dello Yunnan) ed in alcune zone degli stati birmani orientali
- Tai khün (တႆးၶိုၼ်), che costituiscono la maggioranza degli abitanti di Kengtung
- Tai neua (တႆးၼိူဝ်), che vivono soprattutto nella zona di Dehong, in Cina
- Tai khamti, stanziati negli stati indiani dell'Assam e del Manipur

## Storia
Gli shan sono stanziati in Birmania circa dal X secolo d.C. e si presume che siano immigrati dalle zone di montagna della provincia cinese dello Yunnan. Fanno parte dei popoli tai che emigrarono dalla Cina per sfuggire all'avanzata del popolo han. Tra questi popoli vi furono i thai, un'etnia strettamente correlata a quella shan, che si insediarono nel bacino del fiume Chao Phraya. I thai si autodefiniscono anche "tai noi" (tai bassi), per differenziarsi dagli shan che chiamano "tai yai" (tai alti), in riferimento all'altezza delle montagne dove vivono. Il primo regno shan fu quello di Mong Mao ed era formato da diversi principati che si svilupparono nei territori che sono oggi al confine tra Birmania e Yunnan. Altri popoli tai che si affermarono nella zona, a loro volta strettamente collegati agli shan, furono i tai lü di Chiang Hung, i tai yuan di Lanna e i tai khün di Kengtung.
Col passare dei secoli, molte delle municipalità shan si assimilarono alla cultura birmana. Erano di etnia shan-birmana i fondatori del Regno di Ava, che dominò il nord del paese tra il 1364 ed il 1527. Ava scese spesso in guerra con i principati rimasti esclusivamente shan. Nel 1527, fu proprio una confederazione di principati shan, guidata dal saopha (letteralmente signore del cielo, titolo shan equivalente a quello di sovrano) Sawlon, che pose fine al dominio di Ava. Gli shan la occuparono fino al 1555, quando vennero cacciati dalle armate del conquistatore birmano Bayinnaung della nuova dinastia di Toungoo, che entro i due anni successivi occupò tutti i principati shan.

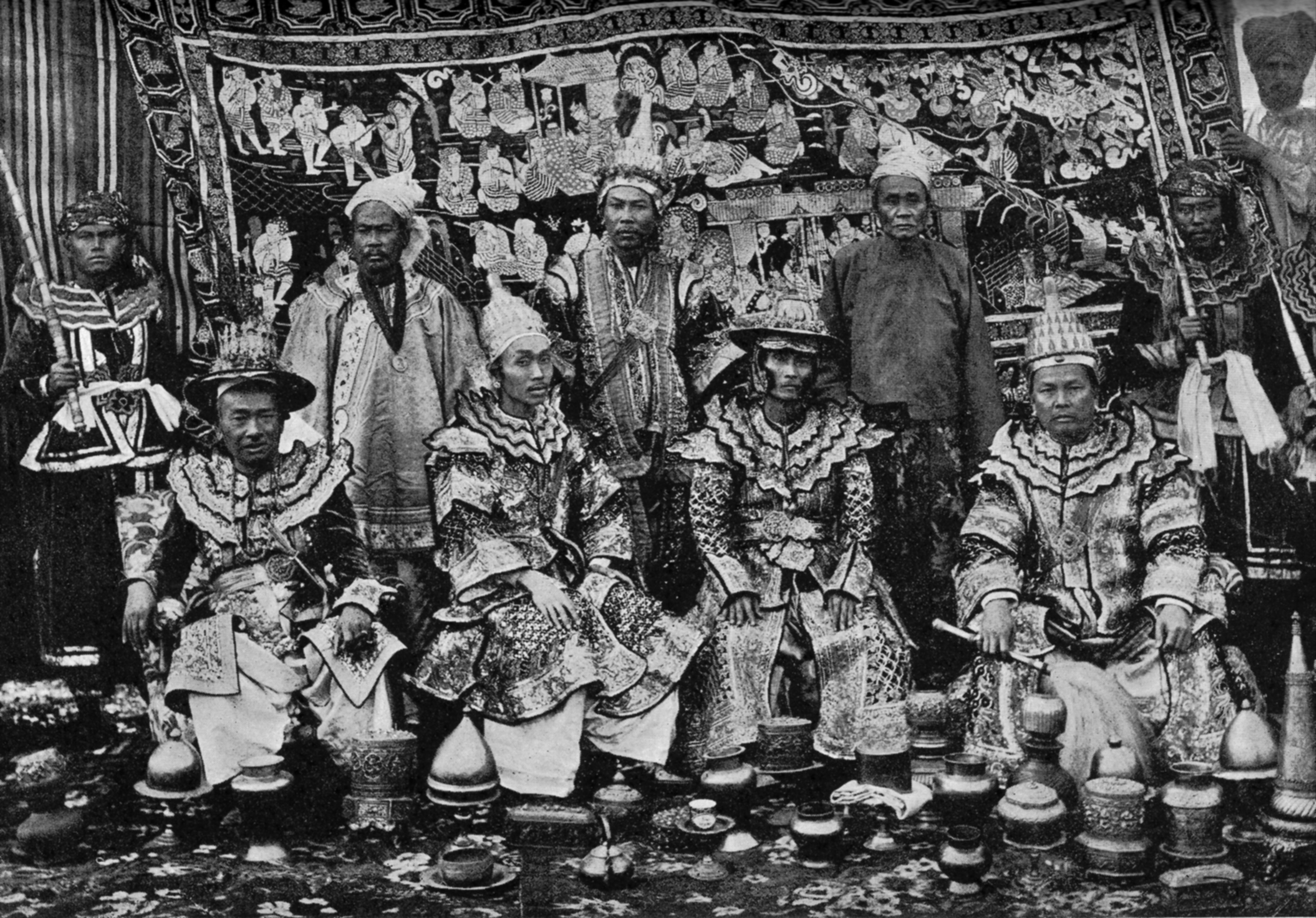
Seduti in primo piano, i saopha shan di Mongpawn, Kengtung, Möngnai e Yawnghwe partecipano assieme a principi karen al durbar di Delhi nel 1903

I principati divennero feudi birmani e ai saopha fu concesso di mantenere il titolo regale e di governare sui territori come vassalli. Con il declino della Birmania, nel XVIII secolo alcuni territori shan furono annessi alla Cina retta dalla dinastia Qing e inseriti nella prefettura del Sipsongpanna, che fa tuttora parte della provincia cinese dello Yunnan. Le guerre sino-birmane combattute tra il 1765 ed il 1769 stabilirono gli attuali confini tra i due Paesi. Nel 1786 furono stabilite le definitive frontiere tra Siam e Birmania.
Al termine della terza guerra anglo-birmana, nel 1885, la Birmania divenne una colonia dell'India britannica, ma i territori shan furono occupati dagli invasori solo nel 1890 e i saopha mantennero il ruolo di governatori per conto dei britannici. Nel 1922, i feudi shan e quelli karenni entrarono a far parte della nuova Confederazione degli Stati Shan. Nel febbraio 1947, al termine della seconda guerra mondiale, fu prospettata la formazione di un unitario Stato Shan a cui sarebbe stata concessa l'indipendenza entro 10 anni. Tale progetto fu ispirato dall'eroe birmano Aung San, che fu assassinato nel luglio successivo e da quel momento la politica birmana seguì un nuovo corso. L'anno dopo i britannici concessero l'indipendenza e fu fondata l'Unione di Birmania.
Nel 1949, al termine della guerra civile cinese, nello stato Shan si rifugiò un gran numero di nazionalisti cinesi aderenti al Kuomintang, in fuga dopo la sconfitta contro i comunisti di Mao Zedong. Presero il controllo del traffico di oppio, fino a quel momento una voce irrilevante nell'economia shan, aumentando enormemente la superficie dei terreni coltivati a papavero da oppio e operando grandi devastazioni. Molti contadini shan che tradizionalmente coltivavano il riso si trovarono senza campi, presero la via delle montagne per fuggire dai nazionalisti cinesi e si dedicarono a loro volta alla produzione dell'oppio, che divenne gradualmente la principale fonte di entrate degli shan. Le truppe del Kuomintang furono espulse dopo qualche anno ma continuarono ad esercitare il controllo e la distribuzione dell'oppio dai laboratori che aprirono lungo la frontiera thai-birmana.

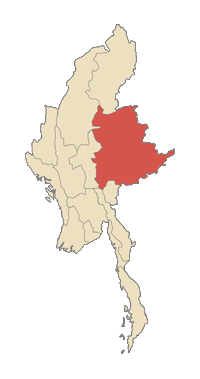
Lo Stato Shan, la più grande divisione amministrativa della Birmania.

Nello stesso periodo le truppe birmane perseguitarono i contadini shan delle campagne e studenti shan dell'Università di Rangoon organizzarono un movimento anti-birmano che fu fronteggiato da esercito e servizi segreti. Gruppi di giovani shan si rifugiarono nella giungla iniziando operazioni di guerriglia e i primi scontri con le forze governative si ebbero nel 1959. Quello stesso anno i saopha rinunciarono al proprio titolo in favore del costituendo Stato Shan. Nel 1962, i principi shan e di altre etnie furono invitati a Rangoon per discutere del nuovo assetto politico, in tale occasione le truppe del generale Ne Win misero in atto un colpo di Stato e arrestarono i partecipanti della conferenza. Le minoranze etniche del Paese risposero formando locali eserciti ribelli. La nazionalizzazione indiscriminata imposta dal nuovo regime favorì l'aumento delle attività illegali e gli eserciti degli shan si finanziarono principalmente tassando nelle campagne la sempre più diffusa produzione di oppio.
Ebbe inizio un periodo di anarchia e di duri scontri con l'esercito birmano nello Stato Shan; nel 1968 la Cina iniziò a rifornire di armi il clandestino Partito Comunista della Birmania, che nel giro di 10 anni fu in grado di occupare 20 000 km² di territorio lungo tutta la frontiera tra lo Stato Shan e la Cina con un esercito che contava tra i 15 000 e i 20 000 effettivi. Nel 1964 fu formato l'Esercito dello Stato Shan, noto con l'acronimo inglese SSA (Shan State Army) diviso in SSA-N per la zona nord ed SSA-S per la zona sud. Un fuoriuscito dell'SSA fondò l'Esercito rivoluzionario degli shan uniti, che si attestò lungo la frontiera thai. Per le operazioni di contro-guerriglia i birmani formarono delle unità di guardie chiamate Ka Kwe Ye (KKY), che significa difesa. Queste furono coinvolte nel traffico di oppio per sovvenzionarsi e tra i loro membri vi fu Khun Sa, uno shan-birmano che avrebbe fondato l'esercito più agguerrito attivo nella zona per proteggere i propri traffici.
Vicino alla frontiera thai si organizzarono per la guerriglia i dissidenti che avevano partecipato alla rivolta 8888 a Rangoon nel 1988. Dalle ceneri del Partito Comunista, che si dissolse nel 1989, si formarono diversi nuovi eserciti tra le minoranze etniche tra cui quello shan dell'Alleanza democratica nazionale del Myanmar, con le sue basi vicino alla frontiera thai e cinese. Entro la fine degli anni novanta, queste formazioni siglarono accordi di pace con il governo centrale.
Durante i conflitti, spesso gli shan sono stati costretti a bruciare i propri villaggi e a scappare in Thailandia, dove non è stato loro riconosciuto lo status di rifugiati politici e spesso sono stati costretti a lavorare come clandestini. I vertici thailandesi hanno discusso sulle loro condizioni ma non hanno trovato una soluzione in grado di accontentarli.
Sua Altezza Reale, il principe shan Hso Khan Pha (Surkhanpha in thailandese) di Yawnghwe, vive oggi esiliato in Canada. Si sta sforzando per convincere il governo birmano a rispettare la cultura e le tradizioni centenarie del suo popolo. Spesso accoglie intere comunità di bambini shan i cui genitori sono troppo poveri per dar loro un'istruzione e una vita adeguata.
Nel maggio del 2005, gli shan in esilio hanno dichiarato l'indipendenza dello stato Shan ed hanno stilato la costituzione degli Stati Federati dello Shan. Questa dichiarazione fu rigettata sia dal governo birmano sia dal popolo shan residente in Birmania. A seguito di questo episodio si sono riaccese le persecuzioni verso gli shan, con ulteriori restrizioni delle loro libertà ed attacchi dell'esercito ai loro villaggi.

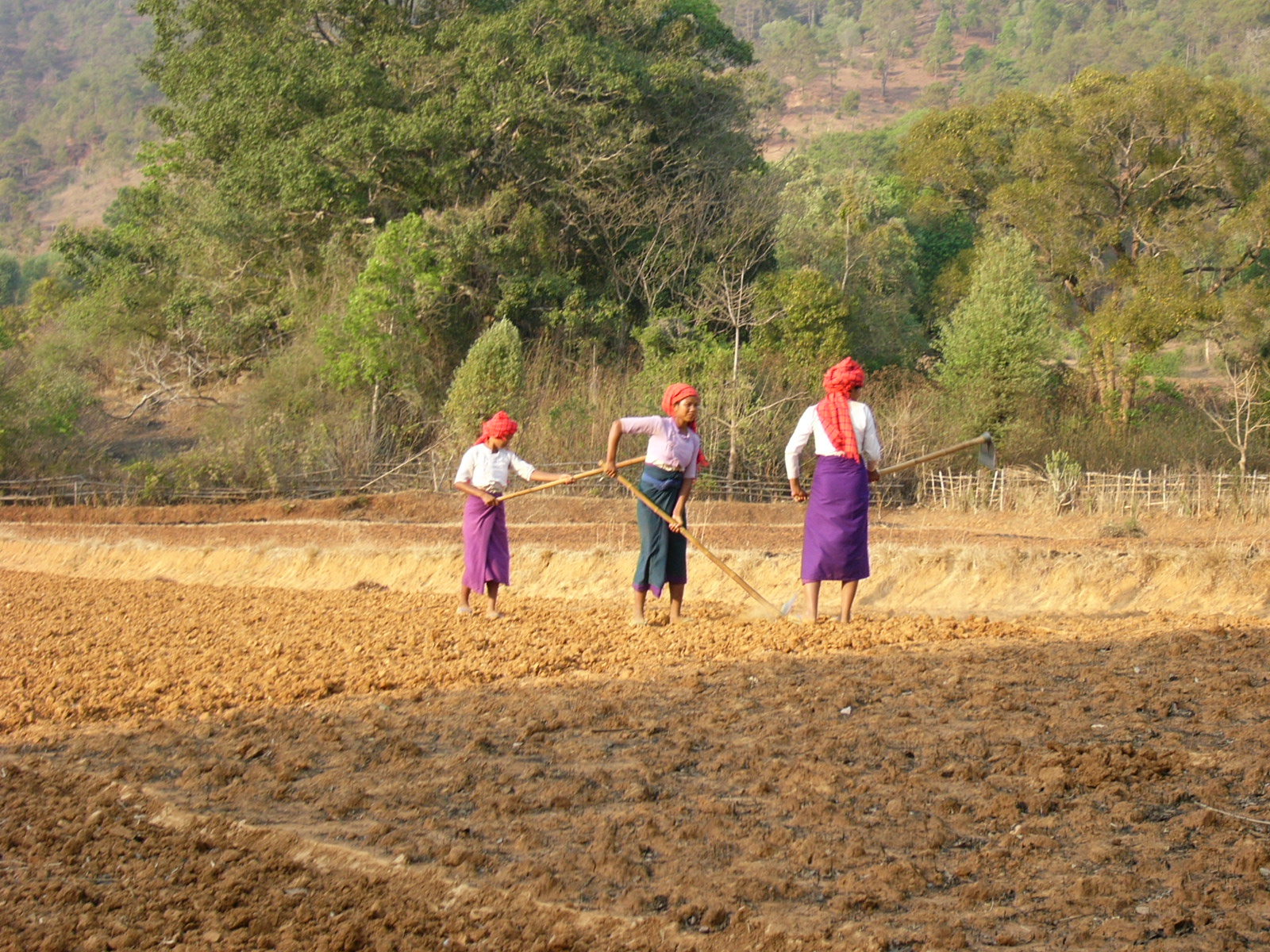
Contadine shan

## Cultura
Gli shan sono tradizionalmente coltivatori di riso, commercianti ed artigiani. La religione principale è il Buddhismo Theravada, ma molti osservano fedi religiose più antiche legate all'animismo. Gli shan hanno una cultura e una lingua simile a quella dei thai e dei Lao e credono che la loro razza sia stata fondata dal mitico Khun Borom, un leggendario sovrano legato all'antico Regno di Nanzhao. Uno dei piatti più rappresentativi della cucina shan è la khao soi, zuppa di noodle con pasta fresca di riso tagliata larga a mano e brodo con un ragù di maiale e pomodoro.

## Lingua
La lingua shan è un idioma di tipo tonale, tra i vari dialetti in cui si suddivide, alcuni usano 4 tonalità ed altri 5. Fa parte della famiglia delle lingue tai-kadai, ed è strettamente correlata alle lingue dei lao e dei thai. Il codice ISO per la lingua shan è SHN; il codice etnologico è SJN. Oltre allo shan, parlano anche le lingue nazionali dei paesi dove sono stanziati. La scrittura shan è un adattamento di quelle mon e birmana, ma la maggior parte dell'etnia è analfabeta.

## Famiglie reali
Gli shan hanno un discreto numero di famiglie reali, l'ultima delle quali è la Kanbawza, della quale il principe Sao Pan Thee è l'erede al trono.